# Metal Gear Solid Delta: Snake Eater
Metal Gear Solid Delta: Snake Eater (stylisé en Metal Gear Solid Δ: Snake Eater) est un futur jeu vidéo d'infiltration action-aventure développé et publié par Konami. Il s'agit d'un remake du jeu Metal Gear Solid 3: Snake Eater sorti en 2004. Comme pour le jeu original, le récit se déroule en 1964 et suit un agent FOX nommé Naked Snake, qui doit tenter de sauver un spécialiste des fusées russes et de saboter l'activation d'une super-arme à propulsion nucléaire, tout en absolvant son pays du soupçon de l'Union soviétique au milieu des tensions de la guerre froide et face à son ancien mentor The Boss, qui a fait défection à leurs côtés.
Le remake du jeu est la première entrée majeure depuis la sortie et la réception négative de Metal Gear Survive sorti en 2018, qui a marqué la sortie de Konami de la publication de jeux de console AAA en faveur de se concentrer sur leurs initiatives d'arcade et mobiles. Le studio singapourien Virtuos a fourni un support de développement supplémentaire. Le jeu a été officiellement annoncé en mai 2023. Il est prévu pour le 28 août 2025 sur PlayStation 5, Microsoft Windows et Xbox Series.

## Développement
À la suite du départ du créateur de la série Hideo Kojima de Konami et à la sortie de Metal Gear Solid V: The Phantom Pain, le PDG de Konami, Hideki Hayakawa, a annoncé en octobre 2015 que l'entreprise avait l'intention de se retirer largement des investissements dans le développement et la publication de titres AAA majeurs pour consoles et PC, en faveur d'une réorientation vers le jeu mobile et sa présence dans les salles d'arcade. À la suite de la sortie du jeu dérivé Metal Gear Survive en 2018, qui a été un échec critique et commercial, l'avenir de la franchise Metal Gear est devenu incertain. En octobre 2021, l'ancien écrivain de Video Games Chronicle Andy Robinson a rapporté que Konami était en train de rajeunir sa présence dans l'industrie du jeu vidéo grand public en se recentrant ses efforts de développement de jeux premium, notamment en commençant la production de plusieurs nouveaux projets dans des franchises qui avaient été par la suite dépriorisé par l'éditeur dans sa transition vers les jeux d'arcade et mobiles.
Le remake est une coproduction entre l'équipe de développement interne de Konami Digital Entertainment (KDE) responsable des précédents jeux Metal Gear, et Virtuos en tant que studio de support. Konami a choisi de refaire Snake Eater plutôt que d'autres titres de la série Metal Gear en raison de sa nature d'histoire d'origine pour la franchise, qui décrivait le personnage de Big Boss dans ses années de formation. Konami a en outre confirmé que ni Hideo Kojima ni l'artiste original Yoji Shinkawa n'étaient impliqués dans le remake, mais que l'objectif de l'équipe de développement était de produire une adaptation fidèle de l'histoire originale, précisant qu'il n'y aurait pas de nouveaux ajouts en plus de l'existant récit. L'utilisation du symbole Delta (Δ) dans le titre du jeu visait à honorer la signification du symbole d'un "changement" ou d'une "différence" sans changer de structure, le reliant au jeu étant un remake fidèle de l'original Metal Gear Solid 3.
Le remake proposera les voix originales du jeu en réutilisant l'audio de la version originale de Snake Eater, par opposition aux acteurs réenregistrant leurs rôles,. Cela était dû en grande partie aux décès respectifs des Seiyū japonais pour les personnages de Donald Anderson / Sigint (Keiji Fujiwara, décédé en 2020), Colonel Volgin (Kenji Utsumi, décédé en 2013), Aleksandr Granin (Takeshi Aono, décédé en 2012), The Fear (Kazumi Tanaka, décédé en 2007) et le président fictif Lyndon B. Johnson (Shinji Nakae, décédé en 2007).

## Sortie
Le jeu a été officiellement annoncé sur PlayStation 5 le 24 mai 2023 lors du PlayStation Showcase de Sony Interactive Entertainment aux côtés de la Metal Gear Solid Master Collection Vol. 1 regroupant les cinq premiers volets de la série Metal Gear, dont la version originale de Snake Eater. Après la présentation, il a été confirmé que le titre sortirait également sur Xbox Series et Microsoft Windows via Steam,. Le jeu devait sortir en 2024 mais a été repoussé à 2025,.